# José António
José António Prudéncio Conde Bargiela (Cascais, 29 ottobre 1957 – Carcavelos, 2 giugno 2005) è stato un allenatore di calcio e calciatore portoghese, di ruolo difensore.

## Palmarès

### Giocatore

#### Competizioni nazionali
- Campionato portoghese: 2

Benfica: 1975-1976, 1976-1977
- Coppa del Portogallo: 1

Belenenses: 1988-1989